# Saint-Jean-de-Livet

Saint-Jean-de-Livet este o comună în departamentul Calvados, Franța. În 1 ianuarie 2022 avea o populație de 238 de locuitori.